# HD 152812
HD 152812，又名BD+47 2400，SAO 46349、HR 6286，是一颗恒星，视星等为6，位于銀經73.45，銀緯39.24，其B1900.0坐标为赤經16h 50m 30s，赤緯+47° 39.24′ 37″。